# Angerton (South Lakeland)
Angerton est une paroisse civile de Cumbria, située dans le nord-ouest de l'Angleterre.